# Agriphila
Agriphila és un gènere d'arnes de la família Crambidae. Va ser descrit per primera vegada per Jacob Hübner el 1825. Són comuns a l'Euràsia temperada i en regions adjacents.
Malgrat aquest gènere que es va proposar a partir de 1825, no va ser àmpliament reconegut fins a mitjans del segle xx. En conseqüència, la majoria de les espècies es van col·locar inicialment dins del gènere Crambus proper.

## Taxonomia
- Agriphila aeneociliella (Eversmann, 1844)
- Agriphila anceps (Grote, 1880)
- Agriphila argentea Bassi, 1999
- Agriphila argentistrigella (Ragonot in de Joannis & Ragonot, 1889)
- Agriphila atlantica (T. V. Wollaston, 1858)
- Agriphila attenuata (Grote, 1880)
- Agriphila beieri Błeszyński, 1955
- Agriphila biarmica (Tengström, 1865)
- Agriphila biothanatalis (Hulst, 1886)
- Agriphila bleszynskiella Amsel, 1961
- Agriphila brioniella (Zerny, 1914) (=Agriphila vasilevi Ganev, 1983)
- Agriphila cernyi Ganev, 1985
- Agriphila costalipartella (Dyar, 1921)
- Agriphila cyrenaicella (Ragonot, 1887)
- Agriphila dalmatinella (Hampson, 1900)
- Agriphila deliella (Hübner, 1813)
- Agriphila geniculea (Haworth, 1811)
- Agriphila gerinella P. Leraut, 2012
- Agriphila hymalayensis Ganev, 1984
- Agriphila impurella (Hampson, 1896)
- Agriphila indivisella (Turati & Zanon, 1922) (=Agriphila reisseri Błeszyński, 1965)
- Agriphila inquinatella (Denis & Schiffermüller, 1775)
- Agriphila latistria (Haworth, 1811)
- Agriphila melike Kemal & Kocak, 2004 (nom de reemplaçament per a A. asiatica Ganev & Hacker, 1984)
- Agriphila microselasella Błeszyński, 1959
- Agriphila paleatella (Zeller, 1847)
- Agriphila plumbifimbriella (Dyar, 1904)
- Agriphila poliella (Treitschke, 1832)
- Agriphila ruricolella (Zeller, 1863)
- Agriphila sakayehamana (Matsumura, 1925)
- Agriphila selasella (Hübner, 1813)
- Agriphila straminella (Denis & Schiffermüller, 1775)
- Agriphila tersella (Lederer, 1855)
- Agriphila tolli (Błeszyński, 1952)
- Agriphila trabeatella (Herrich-Schäffer, 1848)
- Agriphila tristella (Denis & Schiffermüller, 1775)
- Agriphila undata (Grote, 1881)
- Agriphila vulgivagella (Clemens, 1860)